# Wola Zagojska Górna
Wola Zagojska Górna – wieś w Polsce położona w województwie świętokrzyskim, w powiecie pińczowskim, w gminie Pińczów.
| SIMC    | Nazwa     | Rodzaj     |
| ------- | --------- | ---------- |
| 0263745 | Sołtystwo | przysiółek |
| 0263751 | Zastocze  | część wsi  |

W latach 1975–1998 miejscowość administracyjnie należała do województwa kieleckiego.